# César Franchisena
César Franchisena (* 1923 in General Pinedo, Chaco; † 1992 in Córdoba (Argentinien)) war ein argentinischer Komponist und Musikpädagoge.
Franchesina studierte in Córdoba Komposition bei Teodoro Fuchs. Seit 1957 unterrichtete er selbst Komposition an der Universidad Nacional de Córdoba. Er war Gründer und Leiter der regionalen Organisation des Agrupación Nueva Música, einer Verbindung von Komponisten und Musikern für zeitgenössische Musik.
Seit den späten 1950er Jahren experimentierte er beim Radio Universidad und dem Centro de Investigaciones Acústicas y Luminotécnicas der Universität mit elektroakustischer Musik. Zu seinen Schülern zählten u. a. die Komponisten Horacio Vaggione, Vicente Moncho, Pedro Palacios, Jose Halac und Gerardo Dirié.

## Werke
- Numancia, 1960
- Tres momentos mágicos für Tonband, 1973
- Intermezzo (Divertimento) für Tonband, 1973–74
- Tríptico espacial für Oboe, Synthesizer und Perkussion, 1981
- Configuraciones für Synthesizer und Klavier, 1982–83
- El Ucumar für Tonband, 1985
- Horeb (Montaña de Dios) für Tonband, 1986
- Dúo für Flöte und Computer, 1987
- Canticum für Computer, 1988
- Fulguraciones für Computer, 1989–90
- Variaciones tímbricas
- Trayectorias
- Formales II
- Trío de las proporciones
- Psalmos fidei
- Dos versos a la memoria de D. Zipoli

| Personendaten    | Personendaten                              |
| ---------------- | ------------------------------------------ |
| NAME             | Franchisena, César                         |
| KURZBESCHREIBUNG | argentinischer Komponist und Musikpädagoge |
| GEBURTSDATUM     | 1923                                       |
| GEBURTSORT       | General Pinedo, Argentinien                |
| STERBEDATUM      | 1992                                       |
| STERBEORT        | Córdoba, Argentinien                       |